# Симонов, Николай Васильевич (поэт)
 Симонов Николай Васильевич (род.  8 января 1950 года) — российский поэт и пародист.

## Биография
Родился 8 января 1950 года в городе Горьком. После окончания средней школы и профтехучилища, работал слесарем на авиационном заводе, служил в армии в войсках ПВО.
Ветеран труда, рабочий стаж 56 лет, из них 47 лет проработал судосборщиком и слесарем-монтажником на заводе «Красное Сормово». Удостоен звания «Заслуженный сормович».
Руководитель литературного объединения «Волга» с 2004 года. Член Союза писателей России с 1999 года.
Живёт в Нижнем Новгороде.

## Творчество
Первая публикация — 1966 год в газете «Красный сормович». Стихи публиковались в литературных журналах «Нижний Новгород», «Аргамак», «Дрон», статьи – в журнале «Нижний Новгород».
Участник поэтических антологий «Русская поэзия XXI век», «И мы сохраним тебя, русская речь, великое русское слово!..»  и «ЛИТ_ПЕРРОН».
Постоянный участник фестивалей иронической поэзии «Русский смех», обладатель приза «Гордость фестиваля» и главной награды фестиваля «Косой в золоте».
За поэтический сборник «Великий Чудотворец» лауреат премии «города Нижнего Новгорода» 2013 года, за книгу «По перекрёсткам двух веков» лауреат областной литературной премии «Болдинская осень».

## Книги
- «Эпоха поцелуев». Стихи / Н. В. Симонов. – Нижний Новгород: Арабеск, 1996
- «Пятый угол». Стихи / Н. В. Симонов. – Нижний Новгород: тип. ОАО «Завод «Красное Сормово», 1997
- «Сормовска Больша дорога». Стихи / Н. В. Симонов. – Нижний Новгород: [б.и.], 1999
- «Кот на крыше». Кн. пародий / Н. В. Симонов. – Нижний Новгород: тип. НГТУ, 2002
- «Явь». Стихотворения / Н. В. Симонов – Нижний Новгород: Вектор-ТиС, 2005
- «Между Правью и Навью». Стихи разных лет / Н. В. Симонов. – Нижний Новгород: тип. НГТУ, 2010 ISBN 978-5-93272-749-2
- «Великий Чудотворец». Поэма и стихи / Н. В. Симонов. – Нижний Новгород: БИКАР, 2012 ISBN 978-5-91723-063-4
- «Пишу о тех, кого люблю». Кн. пародий / Н. В. Симонов. – Нижний Новгород: БИКАР, 2012 ISBN 978-5-91723-084-9
- «Жизнь – игра». Сборник иронических стихов / Н. В. Симонов. – Нижний Новгород: КНИГИ, 2014 ISBN 978-5-94706-162-8
- «Финты и выкрутасы болельщиков с Парнаса». Футбольные пародии / Н. В. Симонов. – Нижний Новгород: [б.и.], 2018
- «По перекресткам двух веков». Стихи и поэмы / Н. В. Симонов. – Нижний Новгород: КНИГИ, 2020 ISBN 978-5-94706-226-7
- «Литературные пародии». Стихи / Н. В. Симонов. – Нижний Новгород: [б.и.], 2020
- «Огненный меч». Стихи / Н. В. Симонов. – Нижний Новгород: [б.и.], 2024
- «Витязь на распутье». Стихи и поэмы / Н. В. Симонов. – Нижний Новгород: КНИГИ, 2025 ISBN 978-5-94706-284-7
- «Благовест». Стихи и поэмы / Н. В. Симонов. – Нижний Новгород: КНИГИ, 2025 ISBN 978-5-94706-285-4

## Критика
Юрий Адрианов, советский и российский поэт, прозаик, публицист, краевед:
```
«Добрая улыбка и едкий сатирический смех живут в его строках. Есть в его творчестве крепкое и здоровое начало, неравнодушный взгляд русского человека. А это не так уж мало в наши странные времена»
[
12
]
.
```

Валерий Шамшурин, поэт и прозаик, журналист:
```
«Юмористические циклы и пародии Симонова – яркое явление в современной поэзии»
[
12
]
.
```

Эдуард Кузнецов, исследователь сатирических жанров:
```
«Сейчас в сатире Симонов не только лидер, но почти уже классик»
[
13
]
.
```

Дмитрий Ларионов, поэт, журналист:
```
«Он сформировал свою манеру силлабо-тонического высказывания, свой чеканный стиль, где есть место и лирической поэзии, и философским формулам, что почерпнуты из социально-политических ситуаций»
[
14
]
.
```

Дмитрий Терентьев, поэт, прозаик:
```
«Путём скрещения истории и настоящего, старой и современной народной речи Николай Симонов творит авторский миф из самых обыденных и прозаических вещей»
[
15
]
.
```

## Награды и премии
- Дважды лауреат премии журнала «Нижний Новгород» (1997, 2022)
- Лауреат премии имени Александра Люкина (2003)
- Звание «Ветеран труда» (2006)
- Лауреат премии Нижнего Новгорода (2013)
- Лауреат областной литературной премии «Болдинская осень»
- Звание «Заслуженный сормович» (2020)
- Медаль «В память 800-летия Нижнего Новгорода» (2021)
- Лауреат фестиваля иронической поэзии «Русский смех» (2022)